# Haissem Hassan
Haissem Hassan (en arabe : هيثم حسن), né le 8 février 2002 à Bagnolet, est un footballeur français qui évolue au poste d'ailier au Real Oviedo.

## Biographie
Né à Bagnolet dans la banlieue limitrophe de Paris, Haissem Hassan pratique notamment le karaté et l’athlétisme avant de se concentrer sur le football, à Porte de Bagnolet puis dans le centre de formation du Paris FC.

### Carrière en club
Ayant effectué l'essentiel de sa formation au Paris FC, Hassan est néanmoins contraint de quitter le club lorsqu'il est relégué en National, perdant alors son centre de formation. Il déménage ainsi à Châteauroux en 2017, où il signe son premier contrat professionnel avec La Berrichonne le 1er juin 2018, à tout juste 16 ans,. 
Il fait ses débuts professionnels avec Châteauroux le 19 octobre 2018, remplaçant Arthur Yamga (en) lors d'un match nul 0-0 en Ligue 2 contre le Paris FC. Dès sa première saison dans la deuxième division française, où il glane ces quatre premières apparitions en championnat (dont deux titularisations), il attire déjà l'attention de plusieurs grands clubs français ou étrangers.
Au bout de deux saisons dans l'Indre, Hassan va cumuler 17 matchs de Ligue 2, ainsi que deux apparitions en coupe
À l'été 2020, Hassan est ainsi toujours convoité par plusieurs clubs, notamment Lille, Brentford ou la Fiorentina, mais c'est finalement au Villarreal CF qu' il est transféré le 2 octobre 2020 pour un montant estimé à plus de 2 millions d'euros,,. Il signe un contrat de quatre ans avec le sous-marin jaune, intégrant initialement l'équipe réserve qui évolue en Segunda División B.
Le 9 août 2021 il est prêté pour une saison au CD Mirandés, en Liga 2.

### Carrière en sélection
Haissem Hassan est international français dès les moins de 17 ans, avec la génération des Adil Aouchiche, Timothée Pembélé et Arnaud Kalimuendo.
Il dispute ainsi la Coupe du monde des moins de 17 ans qui se déroule au Brésil,. La France se classe troisième du mondial, en battant les Néerlandais — les champions d'Europe en titre — lors de la « petite finale ». Haissem Hassan délivre une passe décisive lors de ce mondial, lors du quart de finale largement remporté face à l'Espagne.

## Statistiques
| Saison                | Club                  | Championnat           | Championnat | Championnat | Championnat | Coupe nationale | Coupe nationale | Coupe nationale | Coupe de la Ligue | Coupe de la Ligue | Coupe de la Ligue | Total | Total | Total |
| Saison                | Club                  | Division              | M.          | B.          | P.d.        | M.              | B.              | P.d.            | M.                | B.                | P.d.              | M.    | B.    | P.d.  |
| 2018-2019             | LB Châteauroux        | Ligue 2               | 4           | 0           | 1           | 1               | 0               | 0               | -                 | -                 | -                 | 5     | 0     | 1     |
| 2019-2020             | LB Châteauroux        | Ligue 2               | 13          | 0           | 1           | -               | -               | -               | 1                 | 0                 | 0                 | 14    | 0     | 1     |
| Sous-total            | Sous-total            | Sous-total            | 17          | 0           | 2           | 1               | 0               | 0               | 1                 | 0                 | 0                 | 19    | 0     | 2     |
| 2020-2021             | Villarreal CF B       | Segunda B             | 24          | 2           | 1           | -               | -               | -               | -                 | -                 | -                 | 24    | 2     | 1     |
| Sous-total            | Sous-total            | Sous-total            | 24          | 2           | 1           | -               | -               | -               | -                 | -                 | -                 | 24    | 2     | 1     |
| 2021-2022             | CD Mirandés (prêt)    | La Liga 2             | 14          | 0           | 3           | 1               | 0               | 1               | -                 | -                 | -                 | 15    | 0     | 4     |
| Sous-total            | Sous-total            | Sous-total            | 14          | 0           | 3           | 1               | 0               | 1               | -                 | -                 | -                 | 15    | 0     | 4     |
| Total sur la carrière | Total sur la carrière | Total sur la carrière | 55          | 2           | 6           | 2               | 0               | 1               | 1                 | 0                 | 0                 | 58    | 2     | 7     |

## Palmarès
|  | France -17 ans - Coupe du monde des moins de 17 ans - Troisième place en 2019 |